# Neolamprologus brichardi
Neolamprologus brichardi è un pesce d'acqua dolce, appartenente alla famiglia dei Cichlidae.

## Distribuzione e habitat
È una specie endemica del lago Tanganica, precisamente della zona settentrionale. Abita le sponde rocciose, ricche di anfratti.

## Descrizione
Il corpo di questo ciclide è allungato, compresso ai fianchi, con testa grande e fronte alta. Le pinne sono grandi: le ventrali sono appuntite, la coda è a lira, con le estremità appuntite. La pinna dorsale è lunga, la ventrale allungata. Il maschio ha le estremità di queste due pinne allungate. 

La livrea è avorio tendente al bruno rosato, con una chiazza nera dietro l'opercolo branchiale, collegata all'occhio. La testa è inoltre chiazzata di giallo. Ogni scaglia è orlata di bruno, conferendo al pesce una minuta punteggiatura. La stessa punteggiatura è presente sulle pinne, color avorio. Tutte le pinne sono orlate di bianco. 

Neolamprologus brichardi raggiunge una lunghezza massima di 10 cm.

## Riproduzione
La coppia (che rimane fedele per tutta la vita) esegue dei giochi amorosi e sceglie una fenditura rocciosa come nido. Le pareti verranno pulite dai due genitori che, dopo l'accoppiamento, incolla le uova, tonde e biancastre, sulle superfici. Dopo alcuni giorni le uova si schiudono e i piccoli sono accuditi fino alla maturità sessuale. Con il passare del tempo si forma così un nucleo famigliare numeroso, poiché spesso i piccoli continuano a vivere nello stesso nido dei genitori che, nel frattempo, affrontano successive covate. Gli ultimi nati sono così guardati a vista e difesi da genitori, fratelli, zii, cugini . . . che sovente quando i più piccoli si allontanano li rincorrono li inghiottono e li risputano nelle vicinanze del nido.

## Acquariofilia
Seppur scoperto di recente, Neolamprologus brichardi è un ospite comune di molti acquari occidentali. Vorace divoratore di Nupli vivi di Artemia Salina.